# Dongjiangxiang (ort i Kina, Jiangxi Sheng, lat 24,86, long 114,80)
Dongjiangxiang är en ort i Kina. Den ligger i provinsen Jiangxi, i den sydöstra delen av landet, omkring 440 kilometer söder om provinshuvudstaden Nanchang. Antalet invånare är 10 023. Befolkningen består av 4 943 kvinnor och 5 080 män. Barn under 15 år utgör 17,0 %, vuxna 15-64 år 73 %, och äldre över 65 år 8,0 %.
Runt Dongjiangxiang är det ganska tätbefolkat, med 179 invånare per kvadratkilometer. Närmaste större samhälle är Liren, 8,7 km nordost om Dongjiangxiang. I omgivningarna runt Dongjiangxiang växer huvudsakligen savannskog.
Genomsnittlig årsnederbörd är 2 068 millimeter. Den regnigaste månaden är maj, med i genomsnitt 388 mm nederbörd, och den torraste är oktober, med 15 mm nederbörd.